# Hareid
Hareid – norweskie miasto i gmina leżąca w regionie Møre og Romsdal.
Hareid jest 398. norweską gminą pod względem powierzchni.

## Demografia
Według danych z roku 2005 gminę zamieszkuje 4658 osób, gęstość zaludnienia wynosi 56,71 os./km². Pod względem zaludnienia Hareid zajmuje 206. miejsce wśród norweskich gmin.
| ludność stan na 1 stycznia 2005 |         |           |       |
|                                 | kobiety | mężczyźni | razem |
| osób                            | 2305    | 2353      | 4658  |
| %                               | 49,48%  | 50,52%    | 100%  |

| wykształcenie stan na 1 października 2004 |        |         |        |        |
|                                           | podst. | średnie | wyższe | niezn. |
| osób                                      | 818    | 2208    | 536    | 76     |
| %                                         | 22,48% | 60,69%  | 14,73% | 2,09%  |

## Edukacja
Według danych z 1 października 2004:
- liczba szkół podstawowych (norw. grunnskolar): 5
- liczba uczniów szkół podst.: 713

## Władze gminy
Według danych na rok 2011 administratorem gminy (norw. rådmann) jest Bent Arild Grytten, natomiast burmistrzem (norw. ordfører, d. borgermester) jest Hans Gisle Holstad.